# Hootenanny Singers
The Hootenanny Singers waren eine Folk-Gruppe aus Schweden, die in den 1960er Jahren landesweit bekannt wurde. Der Gitarrist und Leadsänger Björn Ulvaeus wurde in den 1970er Jahren als Mitglied der Popgruppe ABBA weltberühmt.

## Geschichte
Die Ursprünge der Gruppe gehen auf die Jazzband „Mackie's Skiffle Group“ zurück, die um 1960 durch die Musiker Hansi Schwarz (1942 in München geboren), Johan Karlberg (1943–1992) und Håkan Hven entstand. 1961 nannte sich die Gruppe in „The Partners“ um und bekam mit Tonny Rooth und Björn Ulvaeus zwei neue Mitglieder. Aufgrund einer Namensähnlichkeit wurde die Band im Sommer 1963 erneut umbenannt, diesmal in „The West Bay Singers“ (Das englische West Bay ist gleichbedeutend mit dem schwedischen „Västervik“). Zur selben Zeit waren Stig Anderson und Bengt Bernhag auf der Suche nach einer Gruppe, die in das „Hootenanny“-Konzept passen könnte, bei dem die Musiker auf der Bühne spielen und dabei auch das Publikum mit einbeziehen. Durch einen Musikwettbewerb wurde Bernhag auf die West Bay Singers aufmerksam und nahm sie im September 1963 bei Polar Music unter Vertrag. Um die Gruppe ihrem Konzept anzupassen, wurde sie kurz darauf in „The Hootenanny Singers“ umbenannt (Hootenanny ist angeblich ein altes schottisches Wort für Liederabend oder Jamsession). Sie debütierten in der schwedischen TV-Show Hylands Hörna (deutsch - Hylands Ecke) mit dem Lied Jag väntar vid min mila des schwedischen Dichters Dan Andersson. Für ein US-amerikanisches LP-Release nannten sie sich 1966 „The Northern Lights“.

## Diskografie

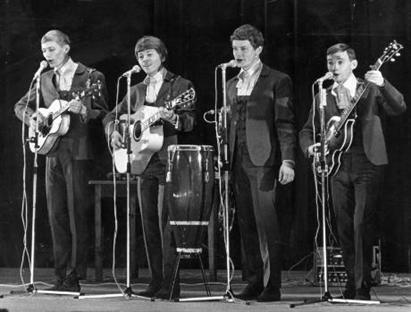
Die Band bei einem Auftritt 1966

### Alben
| Titel                      | Label | Release (CD) |
| -------------------------- | ----- | ------------ |
| Spotlight                  | Sonet | 1990         |
| Bästa                      | Polar | 1991         |
| Våra vackraste visor       | Polar | 1991         |
| Våra vackraste visor 2     | Polar | 1991         |
| Dan Andersson på vårt sätt | Polar | 1991         |
| Sjunger Evert Taube        | Polar | 1992         |
| Evert Taube på vårt sätt   | Polar | 1992         |
| Skillingtryck              | Polar | 1992         |

### Singles
| Titel                                                               | Label | Jahr |
| ------------------------------------------------------------------- | ----- | ---- |
| 1. Marianne 2. Vid en biväg till en byväg bor den blonda Beatrice   | Polar | 1966 |
| 1. En sång en gång för längesen 2. Det är skönt att vara hemma igen | Polar | 1967 |
| 1. Början till slutet 2. Adjö, farväl                               | Polar | 1967 |
| 1. Gabrielle 2. I lunden gröna                                      | Polar | 1966 |
| 1. Vid Roines strand 2. En man och en kvinna                        | Polar | ?    |
| 1. Time to move along 2. Nimm dein Banjo                            | Polar | ?    |